# (4867) Polites
(4867) Polites ist ein Asteroid aus der Gruppe der Jupiter-Trojaner. Damit werden Asteroiden bezeichnet, die auf den Lagrange-Punkten auf der Bahn des Jupiter um die Sonne laufen. (4867) Polites wurde am 27. September 1989 von der US-amerikanischen Astronomin Carolyn Shoemaker entdeckt. Er ist dem Lagrangepunkt L5 zugeordnet.
Der Asteroid ist nach Polites benannt, dem Sohn des Priamos und der Hekabe, der während der Zerstörung Trojas getötet wurde.